# ساندرا فري
ساندرا فري هي متزلجة سويسرية، ولدت في 6 أغسطس 1984 في Flims ‏ في سويسرا.

## وصلات خارجية
- الموقع الرسمي
- ساندرا فري على موقع الاتحاد الدولي للتزلج (ركوب لوح الثلج) (الإنجليزية)
- ساندرا فري على موقع أوليمبيديا (الإنجليزية)